# شهباز یونس
شهباز یونس (انگلیسی: Shahbaz Younas؛ زادهٔ ۲ مارس ۱۹۹۶) بازیکن فوتبال اهل پاکستان است.
وی همچنین در تیم‌های ملی فوتبال زیر ۲۳ سال پاکستان و پاکستان بازی کرده است.